# Nasilje nad ženskami
Nasilje nad ženskami ( VAW ), znano tudi kot nasilje na podlagi spola  ter spolno nasilje in nasilje na podlagi spola ( SGBV )  so nasilna dejanja, ki so pretežno ali izključno storjena nad ženskami ali dekleti. Takšno nasilje je pogosto šteje kot oblika kaznivega dejanja iz sovraštva ,  storjeno nad ženskami in dekleti, posebej zato, ker so ženske , in lahko različne oblike.
'''Nasilje nad ženskami''' ima zelo dolgo zgodovino, čeprav se incidenti in intenzivnost takega nasilja sčasoma spreminjajo in se tudi danes razlikujejo med družbami. Takšno nasilje se pogosto obravnava kot mehanizem za podrejanje žensk, ne glede na to, ali gre za družbo na splošno ali v medosebnih odnosih . Takšno nasilje lahko izhaja iz občutka upravičenosti , premoči , mizoginije ali podobnih odnosov storilca ali njegove nasilne narave, zlasti nad ženskami.
Izjava OZN o odpravi nasilja nad ženskami navaja, da je "nasilje nad ženskami manifestacija zgodovinsko neenakih odnosov moči med ženskami in moškimi", nasilje nad ženskami pa je eden ključnih socialnih mehanizmov, s katerimi so ženske prisiljene v podrejen položaj v primerjavi z moškimi. " 

Kofi Annan , generalni sekretar Združenih narodov , je v poročilu iz leta 2006, objavljenem na spletnem mestu Razvojnega sklada Združenih narodov za ženske (UNIFEM) , izjavil :
Nasilje nad ženskami in dekleti je problem razsežnosti pandemije . Vsaj ena od treh žensk po vsem svetu je bila v življenju pretepena, prisiljena k seksu ali kako drugače zlorabljena z zlorabo, ki je običajno nekdo, ki jo pozna. 